# Комунікація

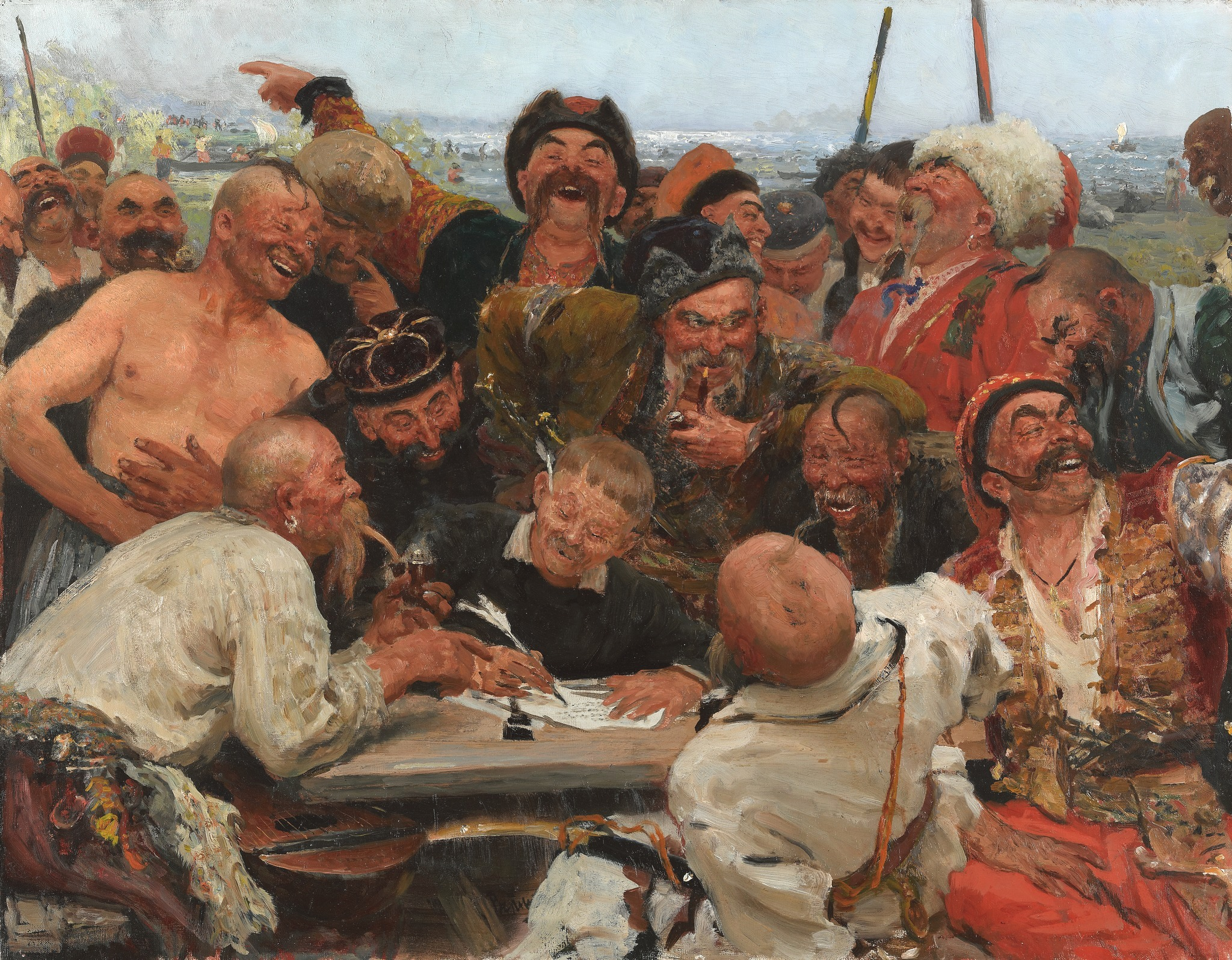
Фрагмент картини Запорожці пишуть листа турецькому султанові,
автор І. Рєпін (1880)

Комуніка́ція (від лат. communicatio — єдність, передача, з'єднання, повідомлення, пов'язаного з дієсловом лат. communico — роблю спільним, повідомляю, з'єдную, похідним від лат. communis — спільний) — це процес обміну інформацією (фактами, ідеями, поглядами, емоціями тощо) між двома або більше особами, спілкування за допомогою вербальних і невербальних засобів із метою передавання та одержання інформації.
Вивчення спілкування можна поділити поміж такими дисциплінами:
- Теорія інформації;
- Теорія комунікації;
- Біосеміотика.

## Історія розвитку засобів спілкування
Існує ряд гіпотез про походження мови, але жодна з них не може бути підтверджена фактами через величезну віддаленість походження мови від нашого часу. Вони залишаються гіпотезами, оскільки їх не можна ні спостерігати, ні відтворити в експерименті. Вважається, що з появою мови пов'язана зміна гену FOXP2.
Найдавніше прото-кіпу, виявлене при розкопках культури Каралья (долина Супі, Перу) археологом Рут Марта Шейді Соліс (Ruth Martha Shady Solís), датується по стратиграфічному шару приблизно 3000 роком до н. е., у зв'язку з чим може вважатися найдавнішим засобом писемної комунікації у людства.

## Види комунікації
Різноманітні види й способи комунікації можна поділити на три групи: усну, письмову й візуальну.
У свою чергу, саме спілкування можна умовно поділити на вербальне, невербальне та письмове спілкування. До невербального спілкування відносяться: мова тіла, візуальний контакт, мова жестів та ін. В сучасних умовах зростає роль мережевого спілкування.

### Види вербальної комунікації
- Контакт масок — формальне спілкування, коли відсутнє прагнення зрозуміти й враховувати особливості особистості співрозмовника. Використовуються звичні маски (ввічливості, чемності, байдужості, скромності, співчутливості тощо) — набір виразів обличчя, жестів, стандартних фраз, що дозволяють приховати дійсні емоції, відношення до співрозмовника.
- Світське спілкування — його суть у безпредметності, тобто люди кажуть не те, що думають, а те, що належить говорити в подібних випадках; це спілкування закрите, тому що точки зору людей на те чи інше питання не мають ніякого значення і не визначають характеру комунікації. Наприклад: формальна ввічливість, ритуальне спілкування.
- Формально-рольове спілкування — це такий вид спілкування, при якому його зміст, засоби регламентовані соціальними ролями партнерів по спілкуванню: вчитель і учень, лицар і дівчина, співробітник поліції та порушник, стюардеса і пасажири літака тощо.
- Ділове спілкування — це процес взаємодії в спілкуванні, при якому відбувається обмін інформацією для досягнення певного результату. Тобто це спілкування цілеспрямоване. Воно виникає на основі й з приводу певного виду діяльності. При діловому спілкуванні враховують особливості особистості, характеру, настрою співрозмовника, але інтереси справи більш значущі, ніж можливі особисті розбіжності.
- Духовне міжособистісне спілкування (інтимно-особистісне) — розкриваються глибинні структури особистості.

## Умови здійснення комунікації
Для здійснення процесу комунікації необхідні принаймні 4 умови:
- наявність щонайменше двох осіб: відправника — особи, яка генерує інформацію, що призначена для передачі; та одержувача — особи, для якої призначена інформація, що передається.
- наявність повідомлення, тобто закодованої за допомогою будь-яких символів інформації, призначеної для передачі;
- наявність каналу комунікації, тобто засобу, за допомогою якого передається інформація;
- наявність зворотного зв'язку, тобто процесу передачі повідомлення у зворотному напрямку: від одержувача до відправника. Таке повідомлення містить інформацію про ступінь сприйняття й зрозумілості отриманого повідомлення.[2]

## Сторони комунікації
- Комунікативна. Комунікативна сторона спілкування (чи комунікація у вузькому сенсі слова) складається в обміні інформацією між індивідами, що спілкуються.
- Інтерактивна. Інтерактивна сторона полягає в організації взаємодії між індивідами, що спілкуються (обмін діями).
- Перцептивна. Перцептивна сторона спілкування означає процес сприйняття і пізнання один одного партнерами по спілкуванню і встановлення на цій основі взаєморозуміння.

### Позиції учасників комунікації
У процедурі спілкування виділяють такі етапи:
- Потреба у спілкуванні (необхідно повідомити або дізнатися інформацію, вплинути на співрозмовника тощо) — спонукає людину вступити в контакт з іншими людьми.
- Орієнтування з метою спілкування, в ситуації спілкування.
- Орієнтування в особистості співрозмовника.
- Планування змісту свого спілкування — людина уявляє собі (звичайно несвідомо), що саме скаже.
- Несвідомо (іноді свідомо) людина вибирає конкретні засоби, фрази, якими буде користуватися, вирішує як говорити, як себе вести.
- Встановлення контакту.
- Обмін думками, ідеями, фактами.
- Сприйняття та оцінка відповідної реакції співрозмовника, контроль ефективності спілкування на основі встановлення зворотного зв'язку.
- Коригування напряму, стилю, методів спілкування і способів їх взаємодії.

### Екологічність комунікації
Екологічність комунікації — дотримання комунікативних етичних та емотивних норм користування мовою. Етикетні висловлення формують етикетну рамку спілкування, виконуючи комунікативну й апелятивну функції — встановлення, продовження чи завершення контакту між учасниками спілкування. Усі мовленнєві висловлення є або екологічними, тобто спрямованими на успішність комунікації та досягнення певної кооперації у спілкуванні, або неекологічними, тобто орієнтованими на конфлікт та деструкцію.

## Види комунікативних бар'єрів
Далеко не завжди процес комунікації є ефективним, адже між тим, хто доносить інформацію і тим, хто її сприймає можуть виникати комунікативні бар'єри — психологічні перепони, які людина установлює, аби захиститися від небажаної, втомлюючої або небезпечної інформації. Виділяються такі типи бар'єрів, залежно від причин їх виникнення:
- Бар'єр взаєморозуміння. Може виникати через похибки в процесі передачі інформації. Наприклад, коли комунікатор говорить невиразно, надто швидко, нечітко або вживає велику кількість звуків-паразитів.
- Семантичний бар'єр. Виникає, коли одне і те ж слово різні люди розуміють по-різному, вкладають у них свій власний сенс. Таке викривлення може бути наслідком особливостей особистісного сприйняття людини, її професійної діяльності.
- Стилістичний бар'єр. Він виникає при невідповідності стилю мови того, хто говорить, і ситуації спілкування або стилю мови, стану того, хто в цей час слухає.
- Логічний бар'єр. Виникає, коли логіка міркування того хто говорить або занадто складна для розуміння слухаючого, або здається йому неправильною, суперечить властивій йому манері доказів.
- Соціально-культурний бар'єр. Його причиною стають соціальні, політичні, релігійні та професійні розбіжності в поглядах, звичках, традиціях, що призводять до різного пояснення і сприйняття тих або інших понять, явищ, розумінь.
- Бар'єр авторитету. Іноді перешкодою може стати саме несприйняття того, хто говорить через його неавторитетність в очах слухача. Або ж навпаки, під час спілкування з людиною, яка є для співрозмовника дуже авторитетною, він може губитися, бути неуважним, не знати, що відповісти.
- Бар'єр відносин. Йдеться про виникнення почуття ворожості, недовіри до того хто говорить, а потім — і до інформації, яку він передає.[3]

## Середовища і комунікація
Середовище можна умовно поділити на мікросоціальне та макросоціальне. У мікросоціальному середовищі (родина, формальна група, професійна, навчальна) між людьми є певний рівень довіри. У родині зв'язки між її суб'єктами є безпечними. Макросоціальне середовище — це усі інші, які є часто небезпечними. Інтерактивні процеси у макросоціальному середовищі нерідко сприяють розвитку алкоголізму, тютюнової залежності, апатії, наркоманії тощо. Це говорить про те, що у макросоціальному середовищі перебувати небезпечно і це потребує певних правил поводження, щоб уникнути негативного впливу дикого, архаїзованого суспільства, у якому особливо у кризові часи інтенсифікований природний відбір. Тому для індивіда важливо будувати двоконтурну систему комунікацій.